# Castildelgado
Castildelgado es un municipio de España, en la provincia de Burgos, comunidad autónoma de Castilla y León. Tiene un área de 4,95 km² con una población de 35 habitantes (INE 2024) y una densidad de 7,07 hab/km². Se encuentra situado en el Camino de Santiago en la ruta del Camino Francés. Ayuntamiento en régimen de concejo abierto, con asamblea vecinal.

## Demografía
Castildelgado cuenta con una población de 35 habitantes (INE 2024).
| Gráfica de evolución demográfica de Castildelgado entre 1842 y 2021                                                                                                  |
| |
| Población de derecho según los censos de población del INE Población de hecho según los censos de población del INEEn este censo se denominaba Castil Delgado: 1842. |

| 1991 |  | 1996 |  | 2001 |  | 2004 |  | 2007 |
| ---- |  | ---- |  | ---- |  | ---- |  | ---- |
| 95   |  | 83   |  | 79   |  | 70   |  | 60   |

### Municipios limítrofes
- Al norte con Redecilla del Campo e Ibrillos
- Al este con  Redecilla del Camino
- Al sur con Bascuñana
- Al oeste con Viloria de Rioja

## Historia
A la caída del Antiguo Régimen queda constituida como ayuntamiento constitucional del mismo nombre en el partido  Belorado, región de  Castilla la Vieja, contaba entonces con 118 habitantes.

## Cultura

### Fiestas y costumbres
El día 16 de septiembre celebran la festividad de la  Virgen del Campo y de Acción de Gracias.
El 5 de febrero celebran la festividad de Santa Águeda con misa matinal y por la tarde atrancón de vino dulce en el hostal.